# Prov (diagnostiskt test)
För andra betydelser, se Prov.

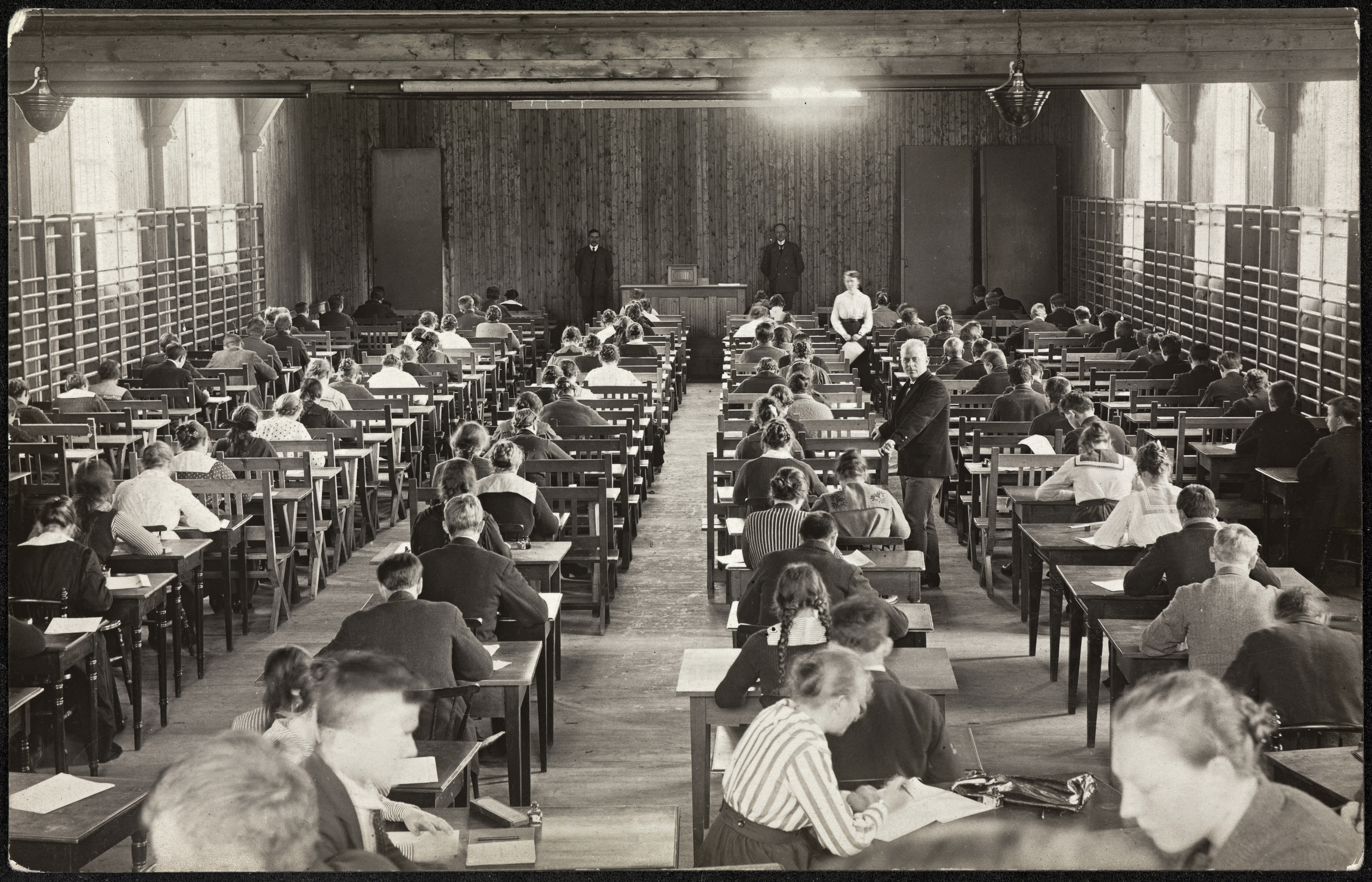
Studenter som examineras genom prov.

Prov är ett generellt namn för tester för att mäta inlärd kunskap eller färdigheter som en del av en examination, betygsättning eller lämplighetsvärdering.

## Diagnostiska prov
Ett diagnostiskt prov syftar till att utvärdera elevers eller studenters kunskaper i ett skolämne vid en viss tidpunkt. Diagnostiska prov påverkar oftast inte provtagarens betyg i kursen eller ämnet som det berör, men kan utgöra grundval för olika anpassningar av undervisningen eller för nivågruppering.
Provtypen är vanlig på tekniska högskolor i samband med inskrivning.

## Nationella prov i Sverige
I det svenska skolväsendet finns det nationella prov (tidigare kallade centrala prov  och standardprov ) i bland annat svenska, engelska och matematik, som kan utföras i årskurs tre, sex och nio samt på gymnasienivå och inom ramen för komvux. De nationella proven ger dels underlag för hur kunskapskraven uppfylls inom skolväsendet, dels underlag för lärares bedömning av elevers kunskaper.